# Klaus Wagner
Klaus Wagner (31 de março de 1910 — 6 de fevereiro de 2000) foi um matemático alemão.
Estudou topologia na Universidade de Colônia, onde obteve um doutorado em 1934, orientado por Karl Dörge, onde lecionou durante vários anos. Em 1970 foi para a Universidade de Duisburg, onde permaneceu até aposentar-se em 1978.

## Publicações selecionadas
- Wagner, K. (1937), «Über eine Eigenschaft der ebenen Komplexe», Mathematische Annalen, 114: 570–590, doi:10.1007/BF01594196.